# Margaret Ogola
Margaret Ogola (ur. 2 czerwca 1958, zm. 22 września 2011) – kenijska lekarz-pediatra i pisarka.
Margaret Atieno Ogola ukończyła Thompson’s Falls High School i Alliance Girls High School. Na Uniwersytecie w Nairobi ukończyła studia medyczne 1984 i uzyskała specjalizację z pediatrii 1990. 2004 skończyła podyplomowe studium Planowania i Zarządzania Projektami Rozwojowymi na Katolickim Uniwersytecie Afryki Wschodniej (CUEA) w Nairobi. Była dyrektorem ds. medycznych Cottolengo Hospice dla dzieci chorych na HIV i AIDS. Była też wiceprzewodniczącą krajowej Rady ds. Rodziny. W latach 1998–2002 była sekretarzem Komisji Zdrowia i Rodziny Konferencji Episkopatu Kenii. Od 2002 do 2004 była krajowym koordynatorem Inicjatywy Nadziei dla Dzieci Afrykańskich (Hope for African Children Initiative), utworzonej przez kilka organizacji pozarządowych – Plan, CARE, Save the Children, Society for Women and AIDS, World Conference For Religion and Peace i World Vision. 2004-2005 pomogła zorganizować i prowadziła  SOS HIV/AIDS Clinic dla osób żyjących z AIDS (PLWAs). Aż do śmierci była krajowym sekretarzem Komisji Zdrowia i Rodziny Konferencji Episkopatu, koordynującej funkcjonowanie 500 katolickich ośrodków zdrowia. Uczestniczyła w IV Światowym Kongresie Rodzin w Warszawie i była delegatem Stolicy Apostolskiej na szczyt ONZ w Pekinie. 1999 otrzymała nagrodę za służbę humanitarną (Familias Award for Humanitarian Service) Światowego Kongresu Rodzin w Genewie. Była zaangażowana w projekt Harambee.
Napisała 3 powieści, biografię i podręcznik dla rodziców. Powieść The River and the Source, omawiająca przemiany w życiu 4 generacji kenijskich kobiet, stała się lekturą szkolną i otrzymała Nagrodę Literacką im Jomo Kenyatty (1995) i Nagrodę Wspólnoty Narodów za Najlepszy Debiut Literacki w Afryce (1995). Została przetłumaczona na język włoski i hiszpański. Powieść I Swear by Apollo omawia problemy etyki lekarskiej i identyfikacji. Place of Destiny mówi o kobiecie umierającej na raka, a także porusza kwestię ubóstwa. Napisała biografię kardynała Maurice Michael Otunga (1923-2003), pierwszego kenijskiego biskupa katolickiego. Education in Human Love jest podręcznikiem dla rodziców, pomagającym w uświadamianiu seksualnym dzieci.
Była supernumerarią Opus Dei, mężatką i matką czworga dzieci.

## Publikacje
- The river and the source, Nairobi, Kenya, 1994, 1995, 1998, ISBN 9966-882-05-7.
- Cardinal Otunga. A gift of grace, with Margaret Roche, Nairobi, Kenya, Paulines Publ. Africa, 1999, ISBN 9966-21-426-7.
- I swear by Apollo, Nairobi, Kenya, Focus Books, 2002, ISBN 9966-882-72-3.
- Place of destiny, Nairobi, Kenya, Paulines Publ. Africa, 2005, ISBN 9966-08-062-7.
- (narratorka) The odds against us – but there’s hope (wideokaseta VHS), Nairobi, Ukweli Video Productions, ca. 2002.